# Шишинце
Шишинце је насељено место града Лесковца у Јабланичком округу. Према попису из 2022. било је 552 становника (према попису из 2002. било је 639 становника).

## Етимологија
Ми смо у једном нашем раду заступали мишљење да је ово село добило име Шишинце зато што су ту сушички ластири, у доба стрижбе оваца, своја стада стригли - шишали. Можда је, међутим, тачније мишљење Драгољуба Трајковића да је Шишинце постало трансформацијом староr села Сушице (Сушица - Сушинце - Шишинце), нашта је већ указано у овом раду. Но било тачно једно или друго, у оба случаја се ради само о нагађањима.

## Географија

### Положај
Шишинце је засељено на око четири километра јуrозападно од Лесковца, у доњем крају сушичке области. Село је подигнуто на тераси каја се блаrо спушта из правца северозапада ка југоистоку. Земљиште је овде тако благо нагнуто да се добија утисак готово водоравне равнице све до речног корита реке Сушице, с чије десне стране се дижу стрме косе некадашњег језерског дна. Источно од села, ова сушичка тераса се постепено спушта и већ изнад села Доњег Јајна има готово исту надморску висину као и алувијална раван реке Ветернице у овом делу, око 230 метара над морем.

### Хидрографија
Као и сва села у Сушици, и Шишинце је засељено поред реке Сушице, али нешто даље од њене леве обале. Сем ове текућице, у атару овог села има и више извора: Церак или Големи вир, Ајдучки кладенац, Турска чесма (На Динине арнице), Јазбине и Марково било. У
самом селу готово свака кућа има свој бунар, па се свако домаћинство опскрбљује водом код куће из ових бунара.

### Земља
Атар села Шишинца износи данас (1960. г.) 599 хектара, од чега пада на обрадиву земљу 375 хектара, на ливаде 51 хектар, на пашњаке 67 хектара и на шуме само 70 хектара, док је неплодно 27 хектара. Земљиште овог села носи називе: Чукар, Станојина мртвица, Церак, Липак, Бели бреr, Црвени брег, Трњанско било, Синковачко било, Распутине, Трајков шумак, Црквиште, Колина долина, Бегова долина, Тасино лојзе, Њиве на цер, Динино благуње, Говедарник, Кадријине ливаде, Големе ливаде, Мртвица, Голо било, Јазбине, Црвени пут и Динине снопађе.
Ако називи земљишта означавају квалитет земље и његову културу, онда су ови називи веома интересантни и указују на то да се ради о земљишту пуном чукара (брежуљака), мртвица (која је мало изложена сунцу - мртва и неплодна), долине, цераци, липаци, благуња, снопађа (разно дрвеће), јазбине, говедарници и распутине. Све то указује на то да је у скорој прошлости земља у атару овог села била под шумама и ливадама, дакле да није била једног аграрног региона, већ шума и пашњака, каква је, уосталом била сва земља целе Сушице.

## Историја
Ако бисмо усвојили гледиште Драгољуба Трајковића да село Шишинце није друго насеље до старо село Сушица, онда би ово село било старо: постојало је још у првај половини 14. века као лено једног од истакнутих војних заповедника цара Душана - Вратка (Влатка), оца кнегиње Милице. Драгољуб Трајковић наводи „да се мисли да је војвода Влатко после 1371. године управљао Дубочицом", што би био још поузданији доказ да је он у области Дубочице имао и своје баштине.
Хан је забележио село Шишинце, али није навео колико је оно кућа имало 1858. године. Милан Ђ. Милићевић, међутим, наводи да је ово село после ослобођења од Турака имало 42 пореске главе. Приликом мојих истраживања 1960. године, Никола Лазаревић, тада стар 90 година али веома луцидан у своме приповедању, казивао ми је како је село у време ослобођења од Турака имало само 13 кућа и да су све, сем једне, биле покривене сламом. Милићевићеви наводи су, међутим, засновани на званичном попису, па их ваља као тачније прихватити.
Село Шишинце је пре ослобођења било мало господарско село, али је у њему, као и у Дрводељи, било слободних сељака, који нису били почињени ни једном читлук сахибији, већ су као слободни људи имали обавеза само према турској држави. Такав је био и Лазар, деда Николе Лазаревића. Пред крај турске власти село је било подељено на два господарлука. У једном је био читлук сахибија (господар) некакав бег, чије име нисмо могли сазнати. Он је имао свој чардак у селу у садашњем дворишту Николе Стојановића. На том месту су му били амбари и салаши, а јар му је био нешто даље и у њему је момак Србин чувао бегове биволе. Други rосподар се звао Сабит. И бег и Сабит су живели у Лесковцу.
Одвојено од овога, као своје добро у личној својини, имао је неки Ариф посед од 200 дулума на истоку од села. Као радници - чифчије - момци на имању Арифовом били су двојица Шуманчана: Анта и Милош. Ариф је Анти и Милошу плаћao y натури и новцу а сав плод са имања припадао је њему.
Када је букнуо рат између Cpбије и Турске у децембру 1877. г., шишински читлук-сахибије су силом натерали своје подложне се.љаке да им у правцу Слишана возе покретну имовину, жене и децу. Шишински бег је чак и Лазару нредио да у своја кола и са својим воловима вози у правцу Слишана три сандука у којима било бегово благо. Слишане, село под Петровцем - Петровом гором, било је на раскрсници путева из Пусте реке ка Јабланици и у правцу Малог Косова и Тур ци су се ту окупљали у циљу даљег организованог повлачења. Лазар је нa путу за Слишане напустио и кола и волове и вратио се пешице сам кући.
Као господарско село Шишинце је плаћало аграрни дуг. За накнаду се јавио и Ариф, тражећи од Анте и Милоша да му предаду његово имање. Анта и Милош, међутим, изјаве Арифу да имовина није његова. Ариф се због тога морао обратити суду да утврди своје право својине на земљи коју су Анта и Милош међусобом поделили. Како није имао тапије од имовине, он се позвао на сведоке међу којима је био и сло6одни сељак Лазар, деда Николе Лазаревића. Анта и Милош тада навале на сведоке са захтевом да порекну да је Ариф био господар земље и они тако и поступе пред судом, па Ариф изгуби парницу и остане без земље и права на накнаду (**).

## Демографија
У насељу Шишинце живи 513 пунолетних становника, а просечна старост становништва износи 40,9 година (38,3 код мушкараца и 43,8 код жена). У насељу има 170 домаћинстава, а просечан број чланова по домаћинству је 3,76.
Ово насеље је у потпуности насељено Србима (према попису из 2002. године), а у последња три пописа, примећен је пад у броју становника.
|  |

| Демографија | Демографија | Демографија |
| Година      | Становника  | Становника  |
| ----------- | ----------- | ----------- |
| 1948.       | 529         |             |
| 1953.       | 560         |             |
| 1961.       | 602         |             |
| 1971.       | 658         |             |
| 1981.       | 653         |             |
| 1991.       | 646         | 646         |
| 2002.       | 639         | 639         |
| 2011.       | 609         |             |
| 2022.       | 552         |             |

| Етнички састав према попису из 2002.‍ | Етнички састав према попису из 2002.‍ | Етнички састав према попису из 2002.‍ | Етнички састав према попису из 2002.‍ | Етнички састав према попису из 2002.‍ |
| ------------------------------------ | ------------------------------------ | ------------------------------------ | ------------------------------------ | ------------------------------------ |
|                                      |                                      |                                      |                                      |                                      |
| Срби                                 | Срби                                 |                                      | 639                                  | 100,0%                               |
| непознато                            | непознато                            |                                      | 0                                    | 0,0%                                 |

| Година пописа     | 1948. | 1953. | 1961. | 1971. | 1981. | 1991. | 2002. |
| ----------------- | ----- | ----- | ----- | ----- | ----- | ----- | ----- |
| Број домаћинстава | 89    | 95    | 110   | 139   | 155   | 152   | 170   |

| Број чланова      | 1  | 2  | 3  | 4  | 5  | 6  | 7 | 8 | 9 | 10 и више | Просек |
| ----------------- | -- | -- | -- | -- | -- | -- | - | - | - | --------- | ------ |
| Број домаћинстава | 15 | 35 | 31 | 34 | 21 | 24 | 4 | 6 | 0 | 0         | 3,76   |

| Пол    | Укупно | Неожењен/Неудата | Ожењен/Удата | Удовац/Удовица | Разведен/Разведена | Непознато |
| ------ | ------ | ---------------- | ------------ | -------------- | ------------------ | --------- |
| Мушки  | 280    | 68               | 191          | 19             | 2                  | 0         |
| Женски | 262    | 27               | 189          | 39             | 7                  | 0         |
| УКУПНО | 542    | 95               | 380          | 58             | 9                  | 0         |

| Пол    | Укупно                    | Пољопривреда, лов и шумарство | Рибарство                            | Вађење руде и камена | Прерађивачка индустрија       |
| ------ | ------------------------- | ----------------------------- | ------------------------------------ | -------------------- | ----------------------------- |
| Мушки  | 148                       | 89                            | 0                                    | 0                    | 31                            |
| Женски | 70                        | 52                            | 0                                    | 0                    | 12                            |
| УКУПНО | 218                       | 141                           | 0                                    | 0                    | 43                            |
| Пол    | Производња и снабдевање   | Грађевинарство                | Трговина                             | Хотели и ресторани   | Саобраћај, складиштење и везе |
| Мушки  | 6                         | 4                             | 7                                    | 2                    | 3                             |
| Женски | 0                         | 0                             | 2                                    | 1                    | 1                             |
| УКУПНО | 6                         | 4                             | 9                                    | 3                    | 4                             |
| Пол    | Финансијско посредовање   | Некретнине                    | Државна управа и одбрана             | Образовање           | Здравствени и социјални рад   |
| Мушки  | 0                         | 0                             | 0                                    | 0                    | 2                             |
| Женски | 0                         | 0                             | 0                                    | 0                    | 1                             |
| УКУПНО | 0                         | 0                             | 0                                    | 0                    | 3                             |
| Пол    | Остале услужне активности | Приватна домаћинства          | Екстериторијалне организације и тела | Непознато            | Непознато                     |
| Мушки  | 0                         | 0                             | 0                                    | 4                    | 4                             |
| Женски | 0                         | 0                             | 0                                    | 1                    | 1                             |
| УКУПНО | 0                         | 0                             | 0                                    | 5                    | 5                             |

## Саобраћај
Шишинце је подигнуто на самом путу који води кроз Сушицу и спаја сва насеаља у њој почевши од Игришта са такозваним Горњим путем кроз алувијалну раван Ветернице, на који излази код села Доњег Јајна. Сем овог пута, других путева из Лесковца за ово село нема.